# Pets United : L'union fait la force
 (octobre 2020).
Si vous disposez d'ouvrages ou d'articles de référence ou si vous connaissez des sites web de qualité traitant du thème abordé ici, merci de compléter l'article en donnant les références utiles à sa vérifiabilité et en les liant à la section « Notes et références ».
Série
Animaux et Cie
(2010)
Pour plus de détails, voir Fiche technique et Distribution.
Pets United : L'union fait la force (Pets United) est un film d'animation germano-sino-britannique réalisé et écrit par Reinhard Klooss, sorti en 2019.
Adapté du roman La Conférence des animaux d'Erich Kästner, il fait office de suite à Animaux et Cie, sorti en 2010.
Diffusé pour la première fois le 8 novembre 2019 en Chine, le film a été distribué à l'international le 11 septembre 2020 sur Netflix.

## Synopsis
Belle et Roger n'ont vraiment pas grand-chose en commun. Alors que la chatte glamour est un animal de compagnie attentionné qui n'a à s'inquiéter de rien ni de personne, le chien vit dans la rue depuis longtemps, comptant entièrement sur son ingéniosité pour survivre d'une manière ou d'une autre. Mais la coïncidence réunit les deux lorsque Roger est à nouveau en tournée de chasse. En fin de compte, c'est quelque chose de complètement différent qui oblige les deux à faire quelque chose ensemble : les robots ont décidé de se séparer du peuple et de prendre le contrôle de la ville. La paire inégale n'a donc d'autre choix que d'éviter l'accident, en s'associant avec d'autres animaux et avec Bob, un robot jeté.

## Fiche technique
Sauf indication contraire, les informations mentionnées dans cette section peuvent être confirmées par la base de données cinématographiques IMDb,  présente dans la section « Liens externes ».
- Titre : Pets United : L'union fait la force
- Titre original : Pets United
- Réalisation : Reinhard Klooss
- Musique : David Newman
- Sociétés de production : Joyhil Media And Culture, Screencraft Entertainment, Timeless Films, Eurosino Entertainment GmbH, China Film Group et Fish Blowing Bubbles
- Société de distribution : Netflix
- Pays d'origine :  Allemagne,  Chine,  Royaume-Uni
- Langue originale : anglais
- Genre : animation, science-fiction
- Dates de sortie :
  - Chine : 8 novembre 2019
  - France : 11 septembre 2020 (Netflix)

## Distribution

### Voix originales
- Patrick Roche : Roger
- Natalie Dormer : Belle
- Eddie Marsan : Frank Stone / Ciborg
- Jeff Burrell : Ronaldo
- Harvey Friedman : Walter
- Ian Odle : Sheriff Bill / Brian
- Bryan Larkin : Beezer
- Naomi McDonald : Joy / Chichi
- Andres Williams : Edgar
- Felix Auer : Bob
- Teresa Gallagher : Sophie
- Frank Schaff : Asgar
- Keith Wickham : Victor
- Tom Haywood : Stan

### Voix anglaises
- Justin Long : Roger
- Catherine Tate : Bella
- Nick Kroll : Frank Stone
- Keith David : Ronaldo
- Jeremy Allen White : Bob
- Bobby Moynihan : Walter
- Ellen DeGeneres : Sophie
- Hugh Laurie : Sheriff Bill
- Bobby Cannavale : Asgar
- Will Arnett : Victor
- Tony Shalhoub : Stan

## externes
- Ressources relatives à l'audiovisuel :   - Allociné
  - IMDb
  - LUMIERE
  - OFDb
  - The Movie Database